# Jack Abbott (cầu thủ bóng đá)
John Abbott (25 tháng 5 năm 1943 – tháng 12 năm 2002) là một cầu thủ bóng đá người Anh thi đấu ở Football League cho Crewe Alexandra ở vị trí trung vệ.